# Ciche dni (album Towarów Zastępczych)
Ciche dni – album zespołu Towary Zastępcze, wydany w listopadzie 2006 roku.
Kompozytorem wszystkich utworów jest Borys Kossakowski, teksty zostały napisane przez Piotra Czerskiego, Borysa Kossakowskiego i Michała Piotrowskiego.
W nagraniu płyty wzięła udział debiutująca w nowej roli rysowniczka Magdalena Danaj, wokalistki Ewa i Sara Brylewskie oraz trębacz i saksofonista Louis Brazofuerte, odpowiedzialny za partie instrumentów dętych.

## Lista utworów
1. Żółknięcie [Czerski]
2. Wiersz, który mówi [Piotrowski]
3. Pętla [Kossakowski]
4. Ziemia obiecana [Czerski]
5. Ciche dni [Piotrowski]
6. Spać [Kossakowski]
7. Luna [Piotrowski]
8. Con tramortem [Czerski]
9. Piosenka potencjalna [Czerski/Kossakowski/Piotrowski]
10. Dirty Danzig [Piotrowski]
11. Środki [Kossakowski]
12. Żołnierzyk [Czerski]
13. Koniec końców [Kossakowski]